# Ewa Gordon
Ewa Gordon (ur. 22 listopada 1970) – polska artystka, hebraistka, tłumaczka z języka hebrajskiego, specjalizująca się w sztuce żydowskiej i kaligrafii hebrajskiej.

## Życiorys
Ukończyła Liceum Plastyczne w Kielcach, a następnie studia hebraistyczne na Uniwersytecie Warszawskim. Jej praca magisterska dotyczyła halachicznych reguł kopiowania Sefer Tora, tefilin i mezuzy. Od 1995 współpracuje z Festiwalem Kultury Żydowskiej w Krakowie, gdzie prowadzi warsztaty kaligrafii hebrajskiej i wygłasza wykłady na temat sztuki żydowskiej. Przez siedem lat pracowała dla Fundacji Ronalda S. Laudera, a następnie współpracowała z wydawnictwem Austeria oraz z JCC Kraków. W latach 2003–2011 prowadziła w Krakowie grupę samokształceniową Chewra Lomdei Misznajot. 

## Twórczość
Ewa Gordon wykonuje prace kaligraficzne, w których wykorzystuje teksty pochodzące z Tanachu, Siduru, Talmudu i innych żydowskich ksiąg. Większość prac wykonana jest atramentami i tuszami kaligraficznymi na papierze, przy użyciu tradycyjnych piór z metalowymi stalówkami, zanurzanymi w kałamarzu. Jej prace znajdują się w prywatnych kolekcjach w Izraelu, Polsce, Stanach Zjednoczonych i Wielkiej Brytanii.
Wystawy:
- 2017: Kraków (JCC)
- 2005: Kraków (Alchemia)
- 2004: Kraków (Związek Polskich Artystów Plastyków)
- 2003: Kraków (Festiwal Kultury Żydowskiej)
- 2002: Kraków (Festiwal Kultury Żydowskiej)
- 2002: Łódź
- 2001: Wrocław
- 1997: Kraków (Festiwal Kultury Żydowskiej)

### Tłumaczenia
Ewa Gordon jest tłumaczką żydowskich tekstów religijnych z języka hebrajskiego na polski. Przełożyła m.in. Skrypt do nauki Talmudu, Hagadę na Pesach, Zemirot Szabat i Birkat Hamazon, Księgę Estery, Księgę Rut, Pirke Awot, Sidur – Modlitewnik na dni powszednie i święta, Boi Kala! Przybywaj Oblubienico! Śpiewnik szabatowy, Błogosławieństwa i krótkie modlitwy, Błogosławieństwa ślubne, Modlitwy na cmentarzu, Kicur Szulchan Aruch i inne. Księgę Bereszit i Szemot przełożyła we współpracy z rabinem Sachą Pecaricem.
Jest także autorką ilustracji książkowych, opartych na kaligrafii hebrajskiej. 
W 2019 roku wydała pierwszy polski podręcznik do nauki kaligrafii hebrajskiej Kaligrafia hebrajska, wraz z przekładem klasycznego dzieła rabina Szlomo Ganzfrieda (wyd. w 1835) na temat kopiowania świętych tekstów judaizmu Keset Hasofer – Kałamarz sofera. 